# Zbrzeźnia
Zbrzeźnia – kolonia w Polsce położona w województwie mazowieckim, w powiecie mławskim, w gminie Radzanów.
W latach 1975–1998 miejscowość administracyjnie należała do województwa ciechanowskiego.